# Юлиян Найденов
Юлиян Найденов Найденов е български политик от ГЕРБ, кмет на община Силистра от 2011 година. През 2002 година е избран за мъж на годината за град Силистра.

## Биография
Юлиян Найденов е роден на 10 май 1955 година. В Силистра живее от 1959 година. През 1975 година завършва средно образование в ЕСПУ „Климент Охридски“, а през 1982 година висше медицинско образование във ВМИ-Варна.
Специализира неврология в Медицинска академия, София.

### Професионална кариера
В периода от 1982 до 1991 година е ординатор в „Неврологично отделение“ в Общинска болница – Силистра. От 1991 до 1998 година е завеждащ „Неврологично отделение“ в Общинска болница – Дулово. От 1998 до 1999 година директор на ОРБ Силистра. От 1999 до 2000 година е завеждащ „Неврологично отделение“ в Общинска болница – Дулово. От 2000 до 2007 година е изпълнителен директор на МБАЛ – Силистра. През 2007 година става началник „Неврологично отделение“ в МБАЛ – Дулово.

### Политическа кариера
През 2011 година Юлиян Найденов става кмет на Силистра, издигнат от партия ГЕРБ.

#### Избори
На местните избори през 2011 година е избран за кмет от листата на ГЕРБ. На първи тур от изборите получава 8757 гласа (34,43 %). Втори след него е Александър Николаев Сабанов от КП „Гражданско единство“ (Движение „Свободен избор“, Новото време), който получава 5744 гласа (22,58 %). На балотажа печели с 56,51 %.